# ウォーターリヒト
ウォーターリヒト（欧字名:Water Licht、2021年3月24日 - ）は、日本の競走馬。主な勝ち鞍は2025年の東京新聞杯。
馬名の意味は、冠名+光、明かり（独）。

## 経歴

### 2歳（2023年）
10月9日、京都競馬場の2歳新馬戦（芝2000m）で団野大成を背にデビュー。道中後方待機から直線で懸命に追い上げるも5着に敗れる。続く2戦は河原田菜々とのコンビで挑むも共に3着となるも、12月16日阪神芝2000mの2歳未勝利では好位追走からしぶとく脚を伸ばすと最後はワーキングアセットとの追撃をハナ差で振り切り4戦目で初勝利を挙げる。

### 3歳（2024年）
3歳初戦となった1月8日のシンザン記念は17番人気の低評価であったが道中最後方待機から最後の直線でメンバー最速の上り35.2の末脚を繰り出し3着と好走すると、続くきさらぎ賞では後方追走から直線で馬場のインから脚を伸ばしたが勝ち馬ビザンチンドリームのハナ差2着と健闘した。しかし、3月のスプリングステークスで9着に終わると、4月14日の皐月賞は16着、5月5日のNHKマイルカップは8着と精彩を欠き、休養に入る。
休養後、10月26日の顕彰馬選定記念キングカメハメハメモリアルでは後方2番手で脚を溜めると直線で外から一気に各馬を差し切って2勝目をマークすると、11月23日のキャピタルステークスでは道中中団で流れに乗ると最後の直線では先に抜け出したトロヴァトーレをゴール前で差し切りオープン特別初勝利を挙げる。

### 4歳（2025年）
1月5日の京都金杯で始動。後方追走から直線で外へ持ち出して脚を伸ばすも勝ち馬サクラトゥジュールのクビ差2着と惜敗。2月9日に行われた東京新聞杯では中団のやや後ろでレースを進め、直線で外から鋭く脚を伸ばすと最後は好位から抜け出してきたボンドガールをクビ差差し切って重賞初制覇を果たすとともに、管理する河内洋調教師にとっては2018年平安ステークスのサンライズソア以来7年ぶりのJRA重賞勝利となった。その後、河内調教師の定年に伴う厩舎解散により、3月5日付で石橋守厩舎に転厩した。

## 競走成績
以下の内容は、netkeiba.comおよびJBISサーチに基づく。
| 競走日     | 競馬場 | 競走名            | 格   | 距離（馬場）  | 頭 数 | 枠 番 | 馬 番 | オッズ （人気） | 着順 | タイム （上り3F） | 着差 | 騎手        | 斤量 [kg] | 1着馬（2着馬）         | 馬体重 [kg] |
| ---------- | ------ | ----------------- | ---- | ------------- | ----- | ----- | ----- | --------------- | ---- | ----------------- | ---- | ----------- | --------- | ---------------------- | ----------- |
| 2023.10.09 | 京都   | 2歳新馬           |      | 芝2000m（重） | 10    | 8     | 10    | 033.60（8人）   | 05着 | R2:06.4（35.0）   | -0.9 | 0団野大成   | 56        | オールナット           | 464         |
| 0000.11.04 | 京都   | 2歳未勝利         |      | 芝2000m（良） | 8     | 7     | 7     | 044.50（7人）   | 03着 | R2:01.3（33.8）   | -0.3 | 0河原田菜々 | 52        | キープカルム           | 460         |
| 0000.11.26 | 京都   | 2歳未勝利         |      | 芝2000m（良） | 15    | 7     | 12    | 005.60（3人）   | 03着 | R2:02.9（35.0）   | -0.3 | 0河原田菜々 | 52        | ショウナンハウル       | 462         |
| 0000.12.16 | 阪神   | 2歳未勝利         |      | 芝2000m（稍） | 8     | 8     | 8     | 006.60（4人）   | 01着 | R2:03.7（36.0）   | -0.0 | 0幸英明     | 56        | （ワーキングアセット） | 462         |
| 2024.01.08 | 京都   | シンザン記念      | GIII | 芝1600m（良） | 18    | 7     | 14    | 207.6（17人）   | 03着 | R1:34.7（35.2）   | -0.2 | 0幸英明     | 57        | ノーブルロジャー       | 458         |
| 0000.02.04 | 京都   | きさらぎ賞        | GIII | 芝1800m（良） | 12    | 3     | 3     | 028.4（10人）   | 02着 | R1:46.8（33.8）   | -0.0 | 0幸英明     | 57        | ビザンチンドリーム     | 458         |
| 0000.03.17 | 中山   | スプリングS       | GII  | 芝1800m（良） | 10    | 3     | 3     | 005.80（2人）   | 09着 | R1:50.3（33.5）   | -0.9 | 0幸英明     | 57        | シックスペンス         | 462         |
| 0000.04.14 | 中山   | 皐月賞            | GI   | 芝2000m（良） | 17    | 8     | 18    | 275.2（17人）   | 16着 | R1:59.2（35.6）   | -2.1 | 0幸英明     | 57        | ジャスティンミラノ     | 462         |
| 0000.05.05 | 東京   | NHKマイルC        | GI   | 芝1600m（良） | 18    | 5     | 10    | 203.3（14人）   | 08着 | R1:33.4（34.2）   | -1.0 | 0菅原明良   | 57        | ジャンタルマンタル     | 458         |
| 0000.10.26 | 東京   | キングカメハメハM | 3勝  | 芝1600m（良） | 7     | 4     | 4     | 002.60（1人）   | 01着 | R1:33.6（32.8）   | -0.0 | 0田辺裕信   | 56        | （ラズベリームース）   | 462         |
| 0000.11.23 | 東京   | キャピタルS       | L    | 芝1600m（良） | 18    | 5     | 9     | 019.60（8人）   | 01着 | R1:32.3（33.5）   | -0.0 | 0田辺裕信   | 56        | （トロヴァトーレ）     | 466         |
| 2025.01.05 | 中京   | 京都金杯          | GIII | 芝1600m（良） | 16    | 8     | 16    | 006.90（4人）   | 02着 | R1:33.6（34.3）   | -0.1 | 0田辺裕信   | 57        | サクラトゥジュール     | 470         |
| 0000.02.09 | 東京   | 東京新聞杯        | GIII | 芝1600m（良） | 16    | 6     | 12    | 007.40（3人）   | 01着 | R1:32.6（33.2）   | -0.1 | 0菅原明良   | 57        | （ボンドガール）       | 468         |
| 0000.06.08 | 東京   | 安田記念          | GI   | 芝1600m（良） | 18    | 7     | 14    | 013.00（5人）   | 09着 | R1:33.3（33.9）   | -0.6 | 0菅原明良   | 58        | ジャンタルマンタル     | 466         |
| 0000.08.17 | 中京   | 中京記念          | GIII | 芝1600m（良） | 12    | 6     | 7     | 005.80（4人）   | 07着 | R1:32.7（33.3）   | -0.4 | 0菅原明良   | 58        | マピュース             | 468         |

- 競走成績は2025年8月17日現在

## 血統表
| ウォーターリヒトの血統          | ウォーターリヒトの血統               | ウォーターリヒトの血統          | （血統表の出典）                | （血統表の出典）    |
| 父系                            | ストームキャット系                   | ストームキャット系              | ストームキャット系              | [ § 2 ]             |
| 父 *ドレフォン 2013 鹿毛        | 父の父Gio Ponti 2005 鹿毛            | Tale of the Cat                 | Storm Cat                       | Storm Cat           |
| 父 *ドレフォン 2013 鹿毛        | 父の父Gio Ponti 2005 鹿毛            | Tale of the Cat                 | Yarn                            |                     |
| 父 *ドレフォン 2013 鹿毛        | 父の父Gio Ponti 2005 鹿毛            | Chipeta Springs                 | Alydar                          | Alydar              |
| 父 *ドレフォン 2013 鹿毛        | 父の父Gio Ponti 2005 鹿毛            | Chipeta Springs                 | Salt Spring                     |                     |
| 父 *ドレフォン 2013 鹿毛        | 父の母Eltimaas 2007 鹿毛             | Ghostzapper                     | Awesome Again                   | Awesome Again       |
| 父 *ドレフォン 2013 鹿毛        | 父の母Eltimaas 2007 鹿毛             | Ghostzapper                     | Baby Zip                        |                     |
| 父 *ドレフォン 2013 鹿毛        | 父の母Eltimaas 2007 鹿毛             | Najecam                         | Trempolino                      | Trempolino          |
| 父 *ドレフォン 2013 鹿毛        | 父の母Eltimaas 2007 鹿毛             | Najecam                         | Sue Warner                      |                     |
| 母 ウォーターピオニー 2013 鹿毛 | 母の父ヴィクトワールピサ 2007 黒鹿毛 | ネオユニヴァース                | *サンデーサイレンス             | *サンデーサイレンス |
| 母 ウォーターピオニー 2013 鹿毛 | 母の父ヴィクトワールピサ 2007 黒鹿毛 | ネオユニヴァース                | *ポインテッドパス               |                     |
| 母 ウォーターピオニー 2013 鹿毛 | 母の父ヴィクトワールピサ 2007 黒鹿毛 | *ホワイトウォーターアフェア     | Machiavellian                   | Machiavellian       |
| 母 ウォーターピオニー 2013 鹿毛 | 母の父ヴィクトワールピサ 2007 黒鹿毛 | *ホワイトウォーターアフェア     | Much Too Risky                  |                     |
| 母 ウォーターピオニー 2013 鹿毛 | 母の母マチカネハヤテ 2005 鹿毛       | サクラバクシンオー              | サクラユタカオー                | サクラユタカオー    |
| 母 ウォーターピオニー 2013 鹿毛 | 母の母マチカネハヤテ 2005 鹿毛       | サクラバクシンオー              | サクラハゴロモ                  |                     |
| 母 ウォーターピオニー 2013 鹿毛 | 母の母マチカネハヤテ 2005 鹿毛       | ベルセゾン                      | ベリファ                        | ベリファ            |
| 母 ウォーターピオニー 2013 鹿毛 | 母の母マチカネハヤテ 2005 鹿毛       | ベルセゾン                      | *ヴァインゴールド               |                     |
| 母系(F-No.)                     | ヴァインゴールド(USA)系(FN:4-r)      | ヴァインゴールド(USA)系(FN:4-r) | ヴァインゴールド(USA)系(FN:4-r) | [ § 3 ]             |
| 5代内の近親交配                 | Mr. Prospector：S5×M5×M5             | Mr. Prospector：S5×M5×M5        | Mr. Prospector：S5×M5×M5        | [ § 4 ]             |
| 出典                            | 1. 2. 3. 4.                          | 1. 2. 3. 4.                     | 1. 2. 3. 4.                     | 1. 2. 3. 4.         |

- 叔母にレッドアネモス（クイーンステークス）。
- 祖母マチカネハヤテの半兄に2007年天皇賞（秋）など重賞2着3回のアグネスアーク。
- 4代母ヴァインゴールドの子孫にはコイウタ（ヴィクトリアマイル）、ビハインドザマスク（スワンステークスほか）、サンライズソア（平安ステークスほか）、マスクトディーヴァ（阪神牝馬ステークスほか）、マスカレードボール（共同通信杯）など活躍馬多数。